# Piovera
Piovera (piemontiul: Piòvra) település Olaszországban, Piemont régióban, Alessandria megyében. Lakosainak száma 832 fő (2018. január 1.). Piovera Alluvioni Cambiò, Rivarone, Alessandria, Montecastello és Sale községekkel határos.

## Népesség
A település lakossága az elmúlt években az alábbi módon változott:

| 2017 | 843 |
| 2018 | 832 |